# سيوداد دي مورسيا
نادي سيوداد دي مورسيا لكرة القدم (بالإسبانية: Club de Fútbol Ciudad de Murcia)‏ نادي كرة قدم إسباني يلعب في دوري الدرجة الثانية . تم تأسيس النادي في سنة 1999 .